# Casa da Guiné
Casa da Guiné ou Casa da Mina foi a designação dada, no contexto dos Descobrimentos portugueses, aos armazéns reais portugueses da segunda metade do século XV.

## História
Localizada originalmente em Lagos, após a morte do Infante D. Henrique (1460), foi transferida por Afonso V de Portugal para a cidade de Lisboa em 1463.
Era em seus armazéns que os funcionários régios (feitores, oureiros, escrivães, etc.) descarregavam, arrolavam e controlavam os produtos ultramarinos que eram monopólio da Coroa, cobrando os respectivos impostos. Só depois destas operações é que os produtos podiam ser transportados para a feitoria de Antuérpia, na Flandres, de onde eram colocados nos mercados europeus.
Esses armazéns tiveram diversas denominações, segundo o lugar de origem dos produtos: originalmente "Casa da Guiné", posteriormente "Casa da Guiné e Mina" (1482-1483), "Casa da Índia e da Guiné" (1499). A partir de 1503, passou a ser utilizada a denominação de Casa da Índia para os referir.